# Siegfried Orth
Siegfried Orth (* 8. August 1902 in Landau in der Pfalz; † nach 1967) war ein deutscher Verwaltungsjurist.

## Werdegang
Siegried Orth studierte Rechtswissenschaften an der Universität München und wurde dort 1928 mit seiner Dissertation Die Bereicherung im Patentrecht zum Dr. jur. promoviert. Er war danach als Staatsanwalt tätig. Von 1949 bis 1967 war er Präsident der Oberpostdirektion in Neustadt an der Weinstraße. Er war Gründungspräsident des Rotary Clubs in Neustadt an der Weinstraße.

## Ehrungen
- 1967: Großes Verdienstkreuz der Bundesrepublik Deutschland (bei Ausscheiden aus dem Amt)